# Pterorana khare
Pour les articles homonymes, voir Khare.
Genre
Espèce
Statut de conservation UICN

 VU B1ab(iii) : Vulnérable
Pterorana khare, unique représentant du genre Pterorana, est une espèce d'amphibiens de la famille des Ranidae.

## Répartition
Cette espèce se rencontre entre 200 et 1 600 m d'altitude :
- en Birmanie dans l'État Chin ;
- en Inde dans les États d'Arunachal Pradesh, du Manipur, du Mizoram, du Meghalaya et du Nagaland.

## Publication originale
- Kiyasetuo & Khare, 1986 : A new genus of frog (Anura: Ranidae) from Nagaland at the north-eastern hills of India. Asian Journal of Exploration and Science, vol. 1, p. 12-17.